# Neodexiopsis subtilis
Neodexiopsis subtilis är en tvåvingeart som beskrevs av Márcia Souto Couri och Albuquerque 1979. Neodexiopsis subtilis ingår i släktet Neodexiopsis och familjen husflugor. Inga underarter finns listade i Catalogue of Life.